# Eliza Megger
Eliza Megger (ur. 29 sierpnia 1999) – polska lekkoatletka specjalizująca się w biegach średniodystansowych. Pochodzi z Warlubia, jest wychowanką Olimpii Grudziądz.
Wielokrotna medalistka mistrzostw Polski w różnych kategoriach wiekowych na dystansach 800, 1500, 3000 i 5000 m. W 2021 roku została brązową medalistką Halowych Mistrzostw Polski na dystansie 1500 m oraz mistrzynią Polski na stadionie na tym samym dystansie w kategorii seniorów. Uczestniczka Mistrzostw Europy 2022 w Monachium. Brązowa medalistka Mistrzostw Polski 2023 w biegu na 1500 m.

## Osiągnięcia
| Rok  | Impreza                        | Miejsce   | Pozycja     | Konkurencja    | Czas    |
| ---- | ------------------------------ | --------- | ----------- | -------------- | ------- |
| 2017 | Mistrzostwa Europy juniorów    | Grosseto  | 11. miejsce | bieg na 3000 m | 9:51,26 |
| 2019 | Młodzieżowe mistrzostwa Europy | Gävle     | 4. miejsce  | bieg na 1500 m | 4:25,12 |
| 2021 | Młodzieżowe mistrzostwa Europy | Tallinn   | 5. miejsce  | bieg na 1500 m | 4:15,07 |
| 2022 | Mistrzostwa Europy             | Monachium | eliminacje  | bieg na 1500 m | 4:07,56 |
| 2023 | Mistrzostwa świata             | Budapeszt | eliminacje  | bieg na 1500 m | 4:09,22 |

## Rekordy życiowe
- bieg na 800 m (stadion) - 2:02,42 (Grosseto, 27 maja 2023)
- bieg na 800 m (hala) - 2:05,31 (Spała, 6 lutego 2021)
- bieg na 1500 m (stadion) - 4:03,04 (Chorzów, 6 sierpnia 2022)
- bieg na 1500 m (hala) - 4:12,03 (Toruń, 22 lutego 2022)
- bieg na 3000 m (stadion) - 9:03,96 (Olsztyn, 4 września 2022)
- bieg na 3000 m (hala) - 9:03,47 (Toruń, 6 marca 2022)
- bieg na 5000 m - 17:19,54 (Toruń, 9 lipca 2017)